# 雙點花鱂
雙點花鱂，為輻鰭魚綱鯉齒目鯉齒亞目花鳉科的其中一種，分布於南美洲蓋亞那至亞馬遜河三角洲淡水、半鹹水域，體長可達3公分，棲息在沙泥底質、植被生長的水域，屬雜食性，生活習性不明。

## 擴展閱讀
維基物種上的相關：雙點花鱂